# 日耶维尔
日耶维尔（法語：Giéville，法語發音：[ʒjevil]）是法国芒什省的一个旧市镇，属于圣洛区。2016年，日耶维尔与临近的3个市镇合并为新市镇托里尼莱维尔。

## 地理
日耶维尔（49°0'52"N, 0°58'46"W）面积10.33 平方千米，位于法国诺曼底大区芒什省，该省份为法国西北部沿海省份，西、北、东北三面环大西洋，东起顺时针与卡爾瓦多斯省、奧恩省、马耶讷省和伊勒-维莱讷省接壤。
与日耶维尔接壤的市镇（或旧市镇、城区）包括：维尔河畔托里尼、布雷克图维尔、栋让、吉尔贝维尔、圣阿芒、维尔河畔圣卢埃、托里尼莱维尔。

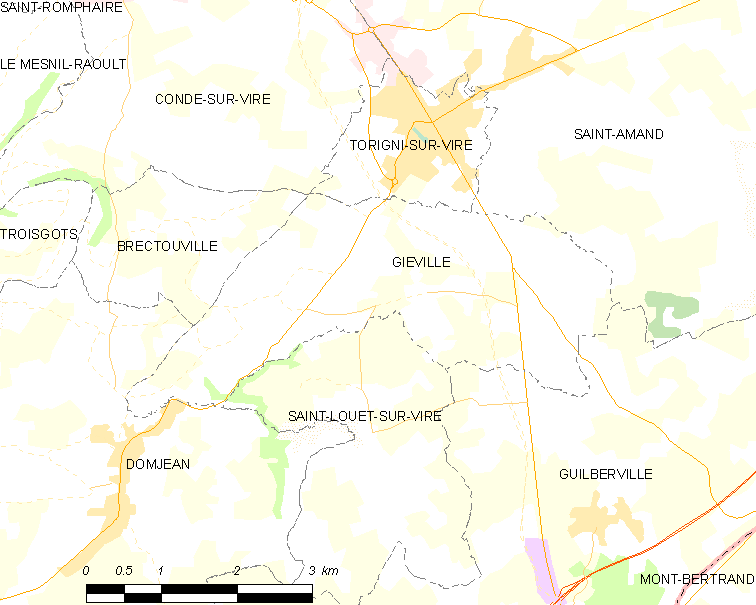
日耶维尔的OSM定位图

日耶维尔的时区为UTC+01:00、UTC+02:00（夏令时）。

## 行政
日耶维尔的邮政编码为50160，INSEE市镇编码为50202。

## 政治
日耶维尔所属的省级选区为维尔河畔孔代县。

## 人口

1962-2008年间日耶维尔人口变化图示

日耶维尔于2018年1月1日时的人口数量为675人。